# Lundomys molitor
Lundomys molitor é uma espécie de roedor da família Cricetidae. É a única espécie do género Lundomys.
Pode ser encontrada nos seguintes países: Brasil e Uruguai.